# San Miguel de Abona
San Miguel de Abona ist eine Gemeinde im Süden der Kanarischen Insel Teneriffa.

## Sehenswürdigkeiten
Im Ort steht ein Festivaltheater, gestaltet als Nachbau einer mittelalterlichen Burg, genannt Castillo San Miguel. Sie wurde auf einer Fläche von 6000 m² erbaut und mit kanarischem Stein verkleidet, um den Anschein einer mittelalterlichen Burg zu erwecken. Tatsächlich ist es ein moderner Stahlbetonbau mit umfangreicher Theater- und Bühnenausstattung. Ihre Türme erreichen eine Höhe von bis zu 16 m. Im Castillo San Miguel werden regelmäßig Flamenco-Abende veranstaltet und Ritterturniere für Touristen als Event nachgestellt.

## Verkehr
- Die Straßen TF-28 (Carretta General del Sur) und TF-65 führen durch den Ort.

## Einwohner
| Jahr | Einwohner | Bevölkerungsdichte |
| ---- | --------- | ------------------ |
| 1991 | 05.118    | -                  |
| 1996 | 05.776    | -                  |
| 2001 | 08.398    | 200 Ew./km²        |
| 2002 | 09.174    | -                  |
| 2003 | 09.988    | 238 Ew./km         |
| 2004 | 10.802    | 259 Ew./km²        |
| 2005 | 11.737    | -                  |
| 2014 | 16.221    | 386 Ew./km²        |